# Alive II
Albums de Kiss
Love Gun
(29 novembre 1977) Dynasty
(1979)
Singles
1. Shout It Out Loud
Sortie : 1977
2. Rocket Ride
Sortie : 22 février 1978

Alive II est le deuxième album enregistré en public du groupe de hard rock américain Kiss. Il est sorti sous forme de double album le 14 octobre 1977 sur le label Casablanca Records et fut produit par Eddie Kramer et le groupe.

## Historique
Les titres de cet album furent enregistrés pendant la tournée de promotion de l'album Love Gun. Désireux de ne pas dupliquer les titres parus sur le premier album en public, Alive!, seuls les titres des albums, Destroyer, Rock and Roll Over et Love Gun se représentés ici dans leur version "live".
Seules les trois premières faces de l'album ont été enregistrés en public, la quatrième comprend des titres inédits enregistrés aux Electric Lady Studios de New York. Le guitariste Bob Kulick assure la guitare solo sur les chansons "All American Man", "Rockin' in the U.S.A.", et "Larger Than Life".
Cet album se classa à la 7e place du Billboard 200 aux États-Unis où il sera récompensé par un double disque de platine en 1996. Il atteindra aussi la 5e place des charts canadiens et sera certifié disque de platine au Canada.

## Liste des titres

### Disque 1
Face 1
| No | Titre                        | Auteur                                   | Chant   | Durée |
| -- | ---------------------------- | ---------------------------------------- | ------- | ----- |
| 1. | Detroit Rock City            | Paul Stanley, Bob Ezrin                  | Stanley | 3:58  |
| 2. | King of the Night Time World | Stanley, Ezrin, Kim Fowley, Mark Anthony | Stanley | 3:06  |
| 3. | Ladies Room                  | Gene Simmons                             | Simmons | 3:11  |
| 4. | Makin' Love                  | Stanley, Sean Delaney                    | Stanley | 3:13  |
| 5. | Love Gun                     | Stanley                                  | Stanley | 3:34  |

Face 2
| No  | Titre                | Auteur      | Chant       | Durée |
| --- | -------------------- | ----------- | ----------- | ----- |
| 6.  | Calling Dr.Love      | Simmons     | Simmons     | 3:32  |
| 7.  | Christine Sixteen    | Simmons     | Simmons     | 2:45  |
| 8.  | Shock Me             | Ace Frehley | Frehley     | 5:51  |
| 9.  | Hard Luck Woman      | Stanley     | Peter Criss | 3:06  |
| 10. | Tomorrow and Tonight | Stanley     | Stanley     | 3:20  |

### Disque 2
Face 3
| No  | Titre             | Auteur                      | Chant            | Durée |
| --- | ----------------- | --------------------------- | ---------------- | ----- |
| 11. | I Stole Your Love | Stanley                     | Stanley          | 3:36  |
| 12. | Beth              | Criss, Ezrin, Stan Penridge | Criss            | 2:24  |
| 13. | God of Thunder    | Stanley                     | Simmons          | 5:16  |
| 14. | I Want You        | Stanley                     | Stanley          | 4:14  |
| 15. | Shout It Out Loud | Simmons, Stanley, Ezrin     | Simmons, Stanley | 3:37  |

Face 4
| No  | Titre               | Auteur           | Chant   | Durée |
| --- | ------------------- | ---------------- | ------- | ----- |
| 16. | All American Man    | Stanley, Delaney | Stanley | 3:13  |
| 17. | Rockin' in the USA  | Simmons          | Simmons | 2:44  |
| 18. | Larger Than Life    | Simmons          | Simmons | 3:55  |
| 19. | Rocket Ride         | Frehley, Delaney | Frehley | 4:07  |
| 20. | Any Way You Want It | Dave Clarke      | Stanley | 2:33  |

## Enregistrements
- The Forum, (Los Angeles (Californie))
  - Piste 1 à 8 (disque 1) 25-28 août 1977.
  - Piste 13 (disque 2) 25-28 août 1977.
- Soundcheck, Los Angeles
  - Piste 11 (disque 2) 25-26 août 1977.
- Capital Theatre, Passaic et Electric Lady Studios (New York)
  - Piste 9,10 (disque 1) en septembre 1977.
  - Piste 16,17,18,19 et 20 (disque 2) en septembre 1977.
- Budokan Hall, (Tōkyō Japon)
  - Piste 12 et 14 (disque 2) le 2 avril 1977.

## Composition du groupe
- Paul Stanley - chant, guitare rythmique, chœurs
- Gene Simmons - chant, basse, chœurs
- Ace Frehley - guitare solo, basse (sur "Rocket Side"), chant sur "Shock Me" et "Rocket Ride"), chœurs
- Peter Criss - batterie, chants sur "Beth" et "Hard Luck Woman"), chœurs

Avec
- Bob Kulick - guitare solo sur "All American Man", "Rockin' in the U.S.A.", et "Larger Than Life"

## Chartes & certifications
| Pays             | Durée du classement | Meilleur classement |
| ---------------- | ------------------- | ------------------- |
| Canada           | 21 semaines         | 5e                  |
| États-Unis       | 33 semaines         | 7e                  |
| Nouvelle-Zélande | 4 semaines          | 13e                 |
| Royaume-Uni      | 1 semaine           | 60e                 |
| Suède            | 4 semaines          | 28e                 |

| Pays       | Certification | Ventes      | Date       |
| ---------- | ------------- | ----------- | ---------- |
| Canada     | Platine       | 100 000 +   | 01/02/1978 |
| États-Unis | 2 × Platine   | 2 000 000 + | 26/02/1996 |

Charts singles
| Année | Single                     | Chart           | Durée du classement | Position |
| ----- | -------------------------- | --------------- | ------------------- | -------- |
| 1978  | "Shout It Out Loud" (live) | RPM Top Singles | 3 semaines          | 74e      |
| 1978  | "Rocket Ride"              | Hot 100         | 10 semaines         | 39e      |
| 1978  | "Rocket Ride"              | RPM Top Singles | 10 semaines         | 46e      |